# Сенюк Василь
Василь Сенюк (псевдо: «Летун»; 1921, с. Щеп'ятин, Равський повіт (тепер Люблінське воєводство, Польща) — 12 лютого (1.04?) 1945, Переводів, (тепер Люблінське воєводство, Польща) — український військовик, хорунжий УПА, командир сотні «Перебийніс» та командир ТВ-12 «Климів».

## Життєпис
Чотовий сотні “Перебийніс” (весна–літо 1944), командир сотні “Перебийніс” (09–10.1944), командир куреня (10–12.1944).
Наприкінці 1944 року командир Сокальського ТВ-12 «Климів». 
Старший булавний, хорунжий (15.04.1945).
Наприкінці жовтня 1944 року як курінний командував сотнями «Чермоша» і «Дорошенка» в бою біля села Андріївка. Загинув 12 лютого 1945 у селі Переводів під час лікування від рук чекістів.

## Нагороди
Відзначений Срібним Хрестом бойової заслуги І кл. (25.04.1945).